# Commission paritaire des journalistes rémunérés à la pige
La Commission paritaire des journalistes rémunérés à la pige (CPJRP), qui réunit les syndicats de journalistes et les patrons des médias, sous le régime du paritarisme, a pour mission de donner ou non son feu vert aux demandes de formation effectuées par les journalistes pigistes.
Elle a été créée début 2009 à la suite de la signature d'un protocole d'étape par les syndicats d'employeurs, l'Union syndicale des journalistes CFDT, la CFTC et  la CGC, qui a eu pour effet immédiat la mise sur pied d'un budget de formation spécifiquement attribué aux journalistes pigistes de presse écrite, géré par l'OPCA Médiafor. La collecte s'élevait en juin 2009 à environ 1,5 million d'euros. Jusque-là, les pigistes n'avaient aucun droit à la formation.

## Statut légal
La CPRJRP a été mise en place par l'avenant du 30 janvier 2009 à l'accord collectif sur la formation professionnelle, relatif aux journalistes professionnels rémunérés à la pige, qui a ensuite été étendu par arrêté ministériel du 23 décembre 2009, ce qui signifie qu'il s'applique à toute entreprise de presse écrite ou toute agence de presse et que la commission et son budget ont une existence légale.
La CPRJRP a ainsi tenu ses premières réunions au printemps 2009. Elle a d'abord été appelée "commission pigiste de Médiafor", un organisme paritaire collecteur agréé qui a fusionné le 1er janvier 2012 avec l'Afdas, un autre OPCA mais dans le domaine de l'audiovisuel. La CPRJRP se réunit tous les mois pendant une demi-journée.
Une partie importante du travail de la commission concerne l'examen des demandes de  Congé individuel de formation (CIF) des journalistes pigistes.

## Autres commissions de la profession
La Commission paritaire des journalistes rémunérés à la pige est l'une des cinq grandes commissions qui encadrent la profession du journalisme, en vertu du paritarisme et de lois spécifiques. Les 4 autres sont: 
- la Commission arbitrale
- la Commission de la carte d'identité des journalistes professionnels
- la Commission des droits d'auteur des journalistes
- la Commission paritaire nationale de l'emploi des journalistes.